# 제1면
제1면(영어: The Front Page) 또는 특종 기사는 벤 헥트와 찰스 맥아더가 쓴 희극이다. 
1928년 브로드웨이에 초연되어 1986년과 2016년에 다시 상영되었다. 

특종 기사 (1931년 영화), 특종 기사 (1974년 영화), 1940년 영화 그의 연인 프라이데이(His Girl Friday). 1988년 영화 핫 뉴스(Switching Channels) 등으로도 영화화돠었다.